# 小林光次
小林 光次（こばやし みつじ、1892年 <明治25年> 5月5日 - 1981年 <昭和56年> 9月15日）は、日本の経営者。位階は正五位。埼玉県出身。

## 経歴
1909年に茨城県の中学校を卒業し、1922年4月に東京証券取引所に入所。1944年4月に明和証券を創立し、1949年3月までに社長を務めた。1947年12月に平和不動産取締役に就任し、1950年には社長に昇格した。1971年5月から1975年5月までに会長を務め、1949年2月から1955年3月までに東京証券取引所理事長も務めた。
1959年に藍綬褒章を受章し、1965年4月に勲四等瑞宝章を受章。
1981年9月15日呼吸不全のために死去。89歳没。死没日付をもって正五位に叙され、勲三等瑞宝章を追贈された。